# شهرستان لونگهوا
شهرستان لونگهوا (به لاتین: Longhua County) یک منطقهٔ مسکونی در چین است که در چنگده واقع شده‌است.